# Chiesa di San Mattia alle Grazie
La chiesa di San Mattia alle Grazie, nota semplicemente come chiesa di San Mattia, è una chiesa di Brescia situata in via delle Grazie, tra l'estremità su corso Garibaldi e la chiesa di Santa Maria delle Grazie, dalla quale trae l'appellativo benché non vi fu mai rapporto tra i due edifici di culto. Fondata nel Duecento, mantenne nei secoli un ruolo sempre marginale nel panorama religioso cittadino fino alla soppressione avvenuta nel 1797. Attualmente è utilizzata come palestra dell'attigua scuola media statale.

## Storia
La fondazione dell'edificio, nella seconda metà del Duecento, può essere collegata alla presenza in zona di una confraternita di Disciplini, probabilmente simile a molte altre organizzazioni nate al tempo, come i Disciplini di Valcamonica. Sull'evoluzione della chiesa nei secoli si hanno scarse notizie, che spesso si intrecciano confusamente con quelle riguardanti un oratorio omonimo collocato più a sud, forse eretto come sede urbana dai monaci della Congregazione Vallombrosana che reggevano una badia a ovest della città, vicino al Mella. Di questo edificio, comunque, non è rimasta traccia. La scarsità di notizie sulla chiesetta di san Mattia alle Grazie si deve, probabilmente, anche ai pochi eventi che la videro partecipe: non fu mai ammodernata, né ricostruita o ampliata e, non essendo legata a una concreta comunità religiosa, non doveva rivestire un ruolo particolarmente rilevante nella devozione locale, vista anche la vicinanza con la chiesa di Santa Maria delle Grazie, che sicuramente calamitava molto di più la fede degli abitanti del quartiere. Si trovano notizie documentarie su confraternita e chiesetta durante il Quattrocento, mentre nel 1622 il vescovo Marino Zorzi accorda una "protezione" alla chiesa. Nel 1797 il luogo di culto viene soppresso e, sgombrati gli interni, trova un primo impiego come magazzino. Dopo anni di incuria, durante il Novecento viene infine riconvertito in palestra dell'attigua scuola media statale, ruolo che assolve tuttora.

## Struttura e opere

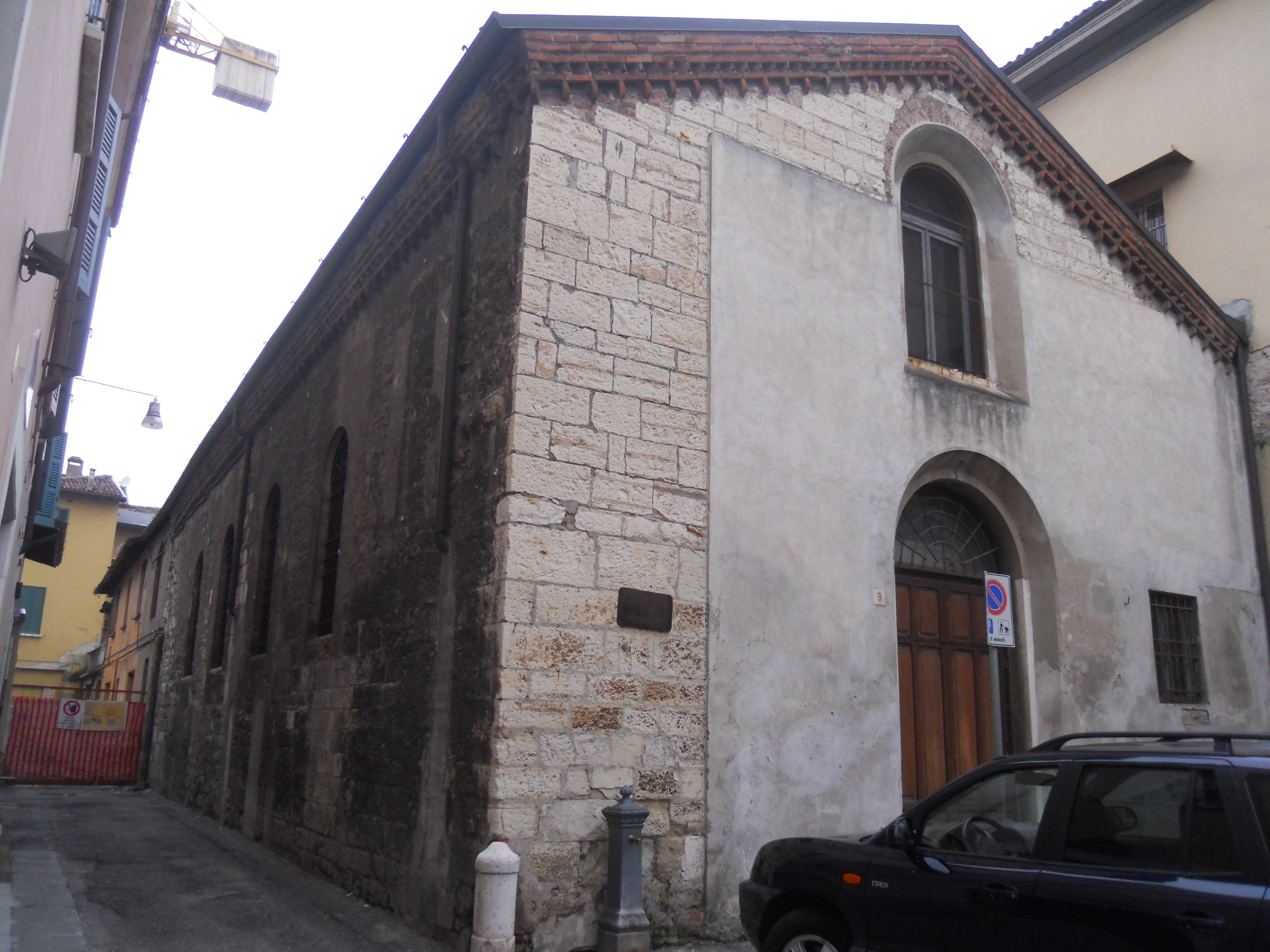
La chiesa in vista angolare

La chiesa, malgrado gli utilizzi incongrui praticati dal 1797 e attivi ancora oggi, mantiene quasi inalterato l'aspetto romanico originale. Dell'edificio sono visibili la facciata, che si apre su uno slargo della via, e il fianco sud, che corre lungo vicolo delle Catinelle. Le murature, quasi completamente intonacate, sono costituite da conci squadrati di medolo, una pietra biancastra locale. Sulla facciata a capanna si apre, al centro, il portale d'ingresso, sormontato da un'ampia finestra che sostituisce, probabilmente, un originario rosone o un piccolo oculo. La linea di sottotetto è decorata da una fascia di dentelli in laterizio, caratteristica dell'epoca. Nel complesso, l'edificio appare molto simile alla chiesa di San Marco, sul lato opposto del centro storico cittadino, anche se le proporzioni sono un poco maggiori.
Nessuna opera o arredo liturgico si sono preservati all'interno, tanto più dopo la conversione a palestra. La pianta dell'edificio, comunque, mantiene l'originale aula unica, senza navate laterali. L'antico altare maggiore, oggi perduto, ospitava una tela di Pietro Rosa raffigurante il Martirio di San Mattia e risalente al Cinquecento. Il dipinto è a sua volta non più rintracciabile.

## Galleria d'immagini

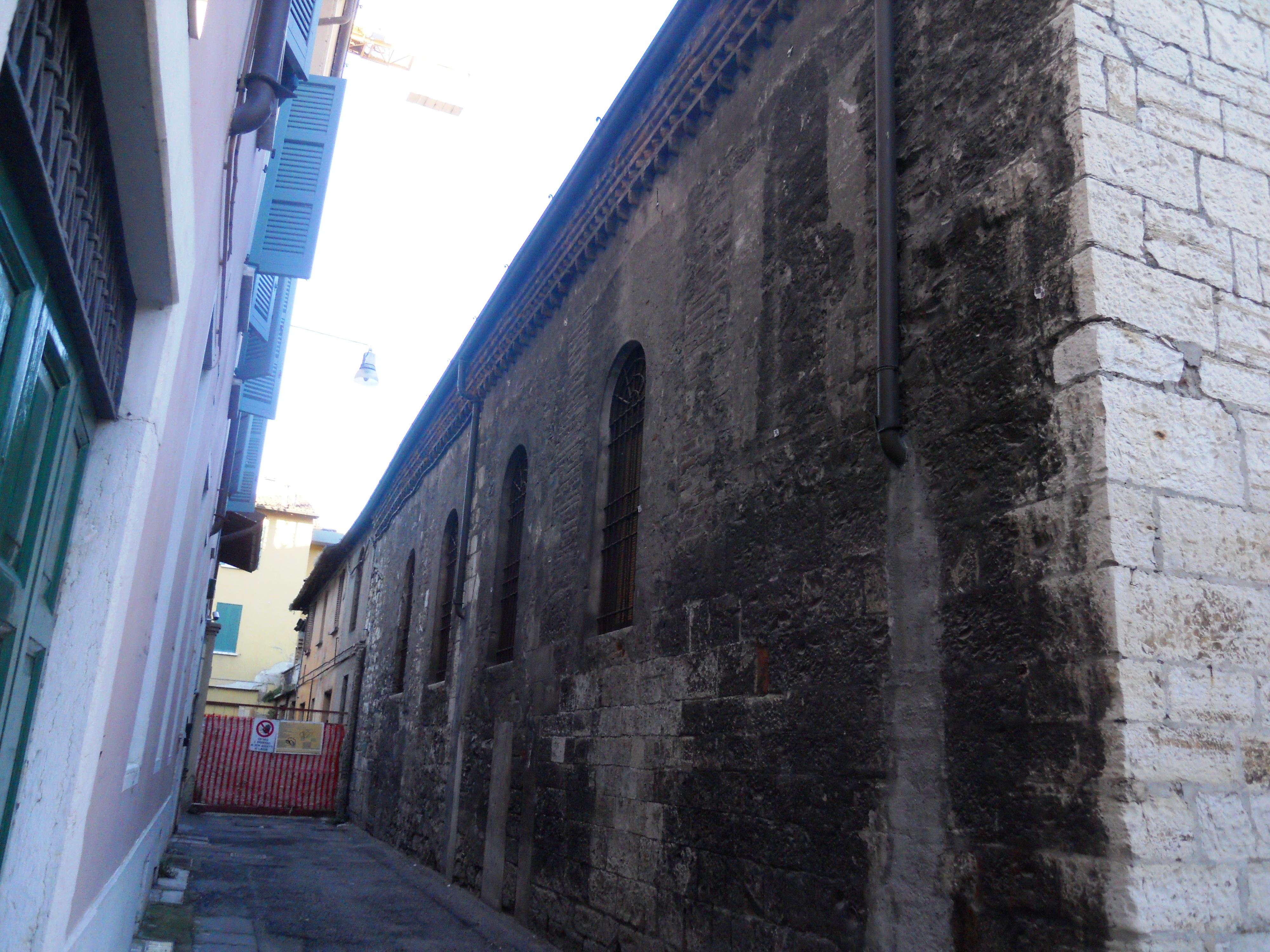
Il fianco libero della chiesa: le finestre sono aperture successive
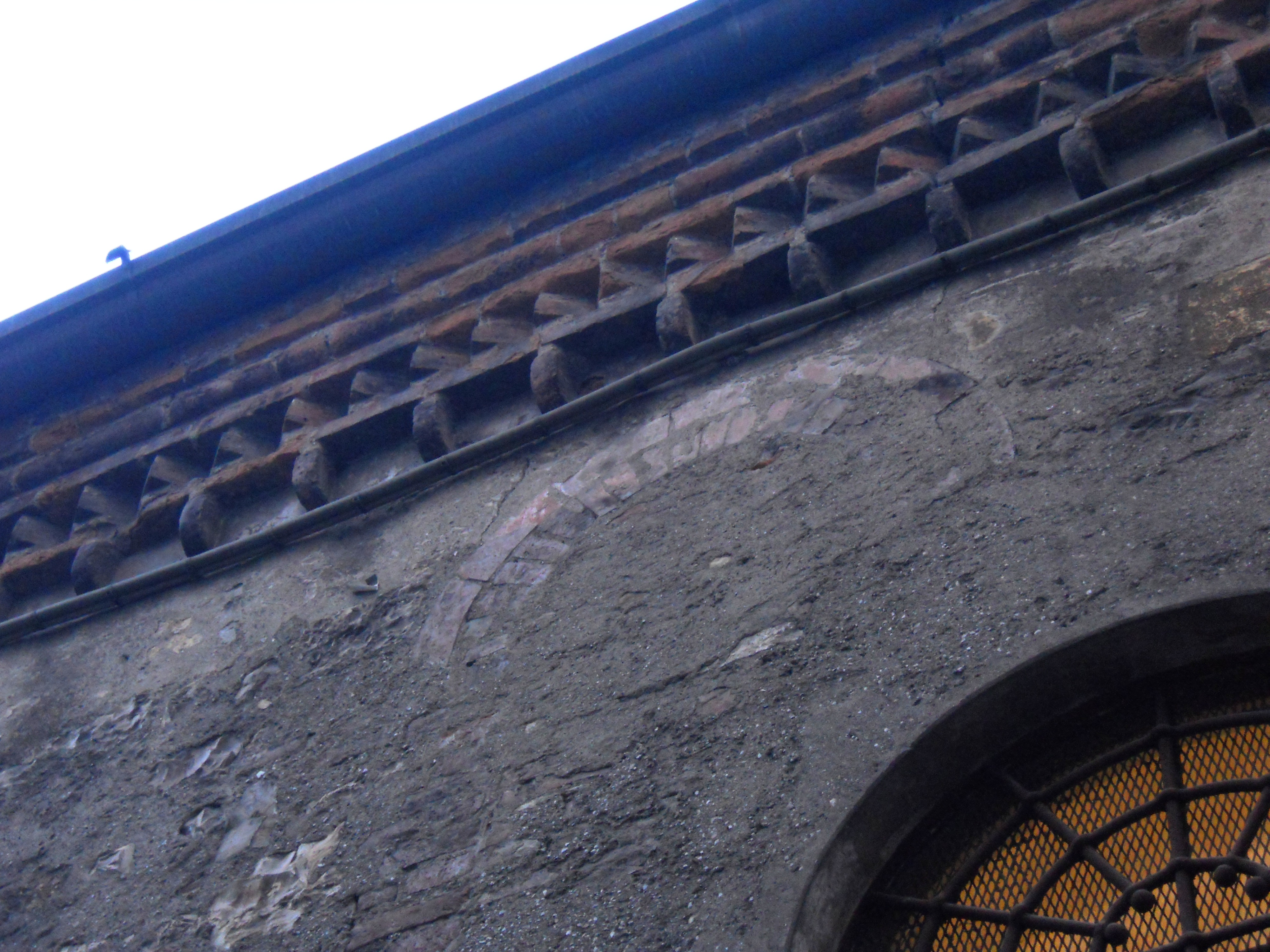
Dettaglio della cornice in cotto con resto murario di una delle originarie monofore